# La Toba
La Toba är en ort i Spanien.   Den ligger i provinsen Provincia de Guadalajara och regionen Kastilien-La Mancha, i den centrala delen av landet, 90 km nordost om huvudstaden Madrid. La Toba ligger 930 meter över havet och antalet invånare är 120.
Terrängen runt La Toba är platt söderut, men norrut är den kuperad. Runt La Toba är det ganska glesbefolkat, med 35 invånare per kvadratkilometer. Närmaste större samhälle är Jadraque, 10,0 km sydost om La Toba. Trakten runt La Toba består till största delen av jordbruksmark.